# ESPN 2 (Sur)
ESPN 2  es un canal de televisión por suscripción sudamericano, de origen estadounidense que emite contenido deportivo, centrado en el fútbol, tenis, rugby, entre otros. Sus estudios principales se encuentran en Buenos Aires, Argentina.

## Historia
Fue lanzado en 2002, bajo el nombre de ESPN+ y comenzó a emitirse en Argentina, Bolivia, Chile, Paraguay y Uruguay, como el segundo canal de la cadena ESPN en esos países. Además, emite programas sobre los campeonatos de diversos deportes de Argentina.
En julio de 2008, se lanzó ESPN+ Andino, una señal panregional del canal para Bolivia, Chile, Colombia, Ecuador y Perú, con la misma base de la señal argentina original, pero adicionalmente con eventos como la Major League Soccer y béisbol de la MLB. Tenía programación de producción original, tales como Balón Dividido y Corazón Andino (conducido por Quique Wolff), así como una versión propia del noticiero SportsCenter, conducido por presentadores colombianos. El 21 de noviembre de 2013, la subseñal que retransmitía ESPN 2 Norte para Venezuela pasó a retransmitir a ESPN+ Andino con comerciales para ese país.
El 3 de noviembre de 2014, Bolivia, Chile y Perú recibieron una nueva señal denominada ESPN+ Andina Sur, a la cual también se sumarían Paraguay y Uruguay, y que emitía programación idéntica a la señal Argentina, pero que incluía partidos del fútbol argentino. El 1 de mayo de 2017, se estrena la producción original ESPN Nexo Chile. En julio de 2017, Paraguay y Uruguay vuelven a recibir la señal Argentina, mientras que el 25 de enero de 2018 se estrenó SportsCenter Perú.
El 1 de septiembre de 2015, ESPN+ en Sudamérica fue renombrado como ESPN 2 y pasó a transmitir nativamente en alta definición.
En 2016, ESPN 2 cambió su relación de aspecto a 16:9 en todas sus señales de definición estándar y empezó a emitir toda su programación en formato panorámico.
El 10 de junio de 2019, Ecuador abandona la señal Andina (Colombiana) para integrarse a la señal Argentina. La subseñal venezolana también comenzó a retransmitir a esa señal. El 11 de julio de 2019, Perú, Bolivia y Ecuador pasan a formar un nuevo feed denominado ESPN 2 Perú, dejando a Chile con su propia señal denominada ESPN 2 Chile, mientras que la subseñal venezolana volvió a retransmitir a ESPN 2 Colombia.
El 6 de enero de 2020, ESPN 2 Chile estrenó SportsCenter Chile, bajo la conducción de Grace Lazcano, Pablo Ramos y Claudio Alfaro. Días después, la señal estrenó los programas de producción local ESPN FC Chile y ESPN Radio Chile.
A partir del 28 de diciembre de 2020, ESPN 2 pasó a ser la señal secundaria de la cadena, mientras que ESPN se convirtió en la señal principal, emitiendo los eventos más importantes y la programación local. Ambos canales intercambiaron sus lugares en las grillas de los respectivos cableoperadores.